# Monastero di Santa Maria Assunta (Fidenza)
Il monastero di santa Maria Assunta, noto anche come abbazia di Castione Marchesi, è un'ex abbazia cattolica benedettina fortificata, con annessa chiesa oggi parrocchiale, innalzata in epoca alto medievale in stile romanico; il complesso sorge nella frazione di Castione Marchesi del comune di Fidenza, in provincia di Parma e diocesi di Fidenza; è sede di una parrocchia compresa nel vicariato di Fidenza.

## Storia
Il monastero fu innalzato a partire dal 983 sui resti di una piccola chiesa d'epoca bizantina, per volere del marchese Adalberto II degli Obertenghi, capostipite della famiglia Pallavicino, e di sua moglie Adelaide; il luogo, leggermente più elevato della campagna circostante, era anticamente occupato da una terramare, villaggio palafitticolo risalente all'età del bronzo.
Il complesso, composto dal monastero con chiostro quadrilatero, dalla chiesa e dal rivellino fortificato d'accesso, fu completato nel 1020 e affidato nel 1033 ai benedettini per volere del marchese, che, secondo un'epigrafe ancora esistente a lato dell'ingresso principale del luogo di culto, vi fu sepolto nel 1034. La chiesa fu probabilmente terminata nelle attuali forme romaniche intorno alla metà del secolo seguente, per opera dei monaci.
Il monastero fu posto sotto la diretta protezione apostolica dal papa Innocenzo II, che sancì con una bolla del 1143 l'indipendenza dell'edificio dalla diocesi di Parma, impedendo al vescovo di celebrarvi alcun rito sacro; l'autonomia fu confermata nel 1144 dal papa Lucio II.
Nel 1325 i benedettini furono costretti a lasciare il monastero per volere di Azzone Visconti, signore di Milano, che conquistò l'antico borgo di Castione Marchesi.
Nella seconda metà del XIV secolo Gian Galeazzo Visconti concesse ai Pallavicino l'autorizzazione a rientrare in possesso dei loro territori; nel 1476 i marchesi avviarono alcuni lavori di restauro della chiesa e del monastero, che furono assegnati in commenda agli olivetani nel 1485, unitamente al vicino castello, che fu trasformato nella residenza dell'abate, da allora nota come abbazia di Castione Marchesi. I monaci completarono i lavori di ristrutturazione in stile rinascimentale, che interessarono varie parti dell'edificio: fu notevolmente allungata l'abside della chiesa, vi furono aperte nuove finestre più ampie, furono aggiunte due cappelle, fu innalzato il campanile e fu ricostruito il chiostro quadrilatero; furono inoltre scavati vari cunicoli di collegamento con l'esterno e con l'abbazia.
Nel 1764 il ministro ducale Guillaume du Tillot decretò l'allontanamento degli olivetani dall'abbazia, dal monastero e dalla chiesa, che fu assegnata alla diocesi di Parma; l'abbandono definitivo degli edifici avvenne nel 1810, a causa della soppressione degli ordini religiosi stabilita da Napoleone; l'abbazia fu assegnata agli Ospizi Civili di Parma che la trasformarono in azienda agricola, mentre il monastero fu alienato a privati; due lati del chiostro furono abbattuti e con i mattoni di risulta fu probabilmente innalzato il corpo di edifici residenziali che unisce il rivellino al resto del complesso.
Nel 1948 la parrocchia di santa Maria Assunta fu ceduta alla diocesi di Fidenza, mentre nel 1955 il monastero ritornò al patrimonio ecclesiale; per questo nel 1959 il parroco fu insignito del titolo di abate, trasmissibile a tutti i suoi successori; in quegli stessi anni furono intrapresi vari lavori di restauro, che interessarono soprattutto gli interni della chiesa, ove furono recuperati vari frammenti di mosaici pavimentali risalenti XII secolo.

## Descrizione

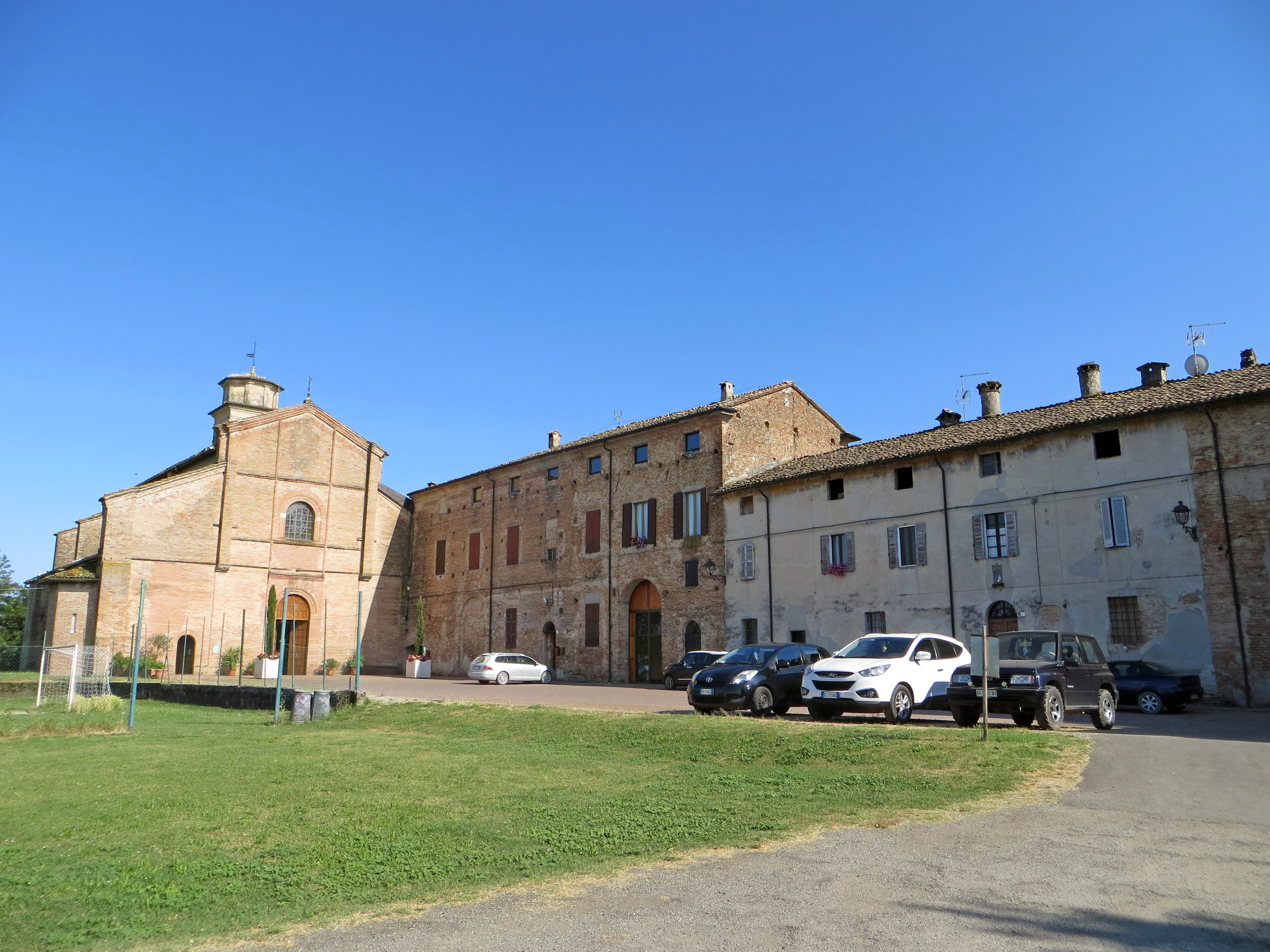
Chiesa ed edifici annessi

Il complesso si articola in vari corpi affiancati, in parte aggiunti in epoche successive; la chiesa si sviluppa su un impianto a tre navate non simmetriche, con l'ingresso principale rivolto a ovest e il lungo presbiterio absidato a est; a sud si allungano gli adiacenti due lati residui del chiostro; il sagrato è inoltre chiuso sul lato meridionale da una serie di edifici residenziali, parzialmente edificati agli inizi del XIX secolo, che si sviluppano fino all'antico rivellino d'ingresso, che conclude il piazzale a ovest.
In epoca tardo medievale l'intera struttura era racchiusa da un fossato, interrato successivamente.

### Rivellino

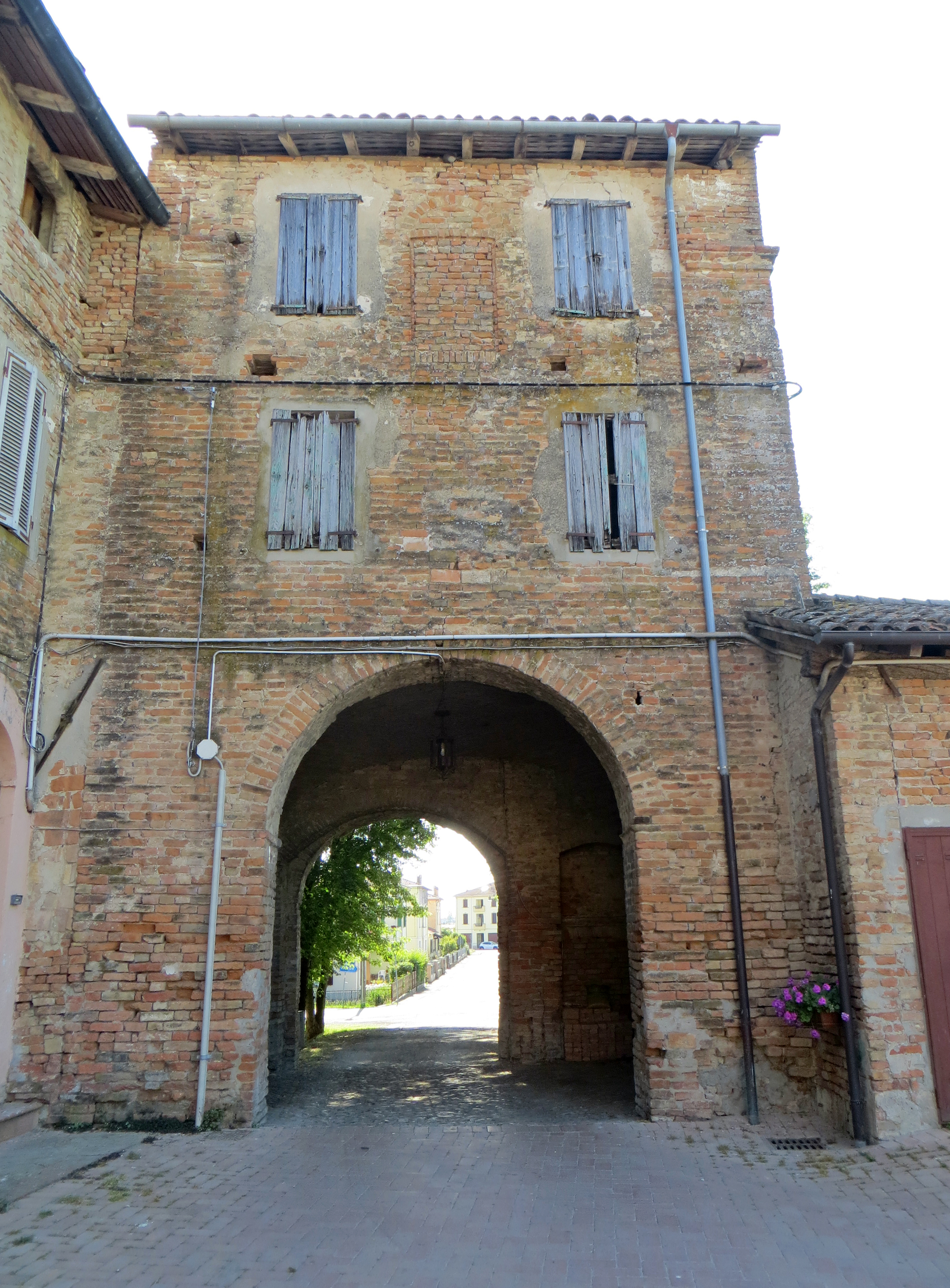
Lato interno del rivellino d'ingresso

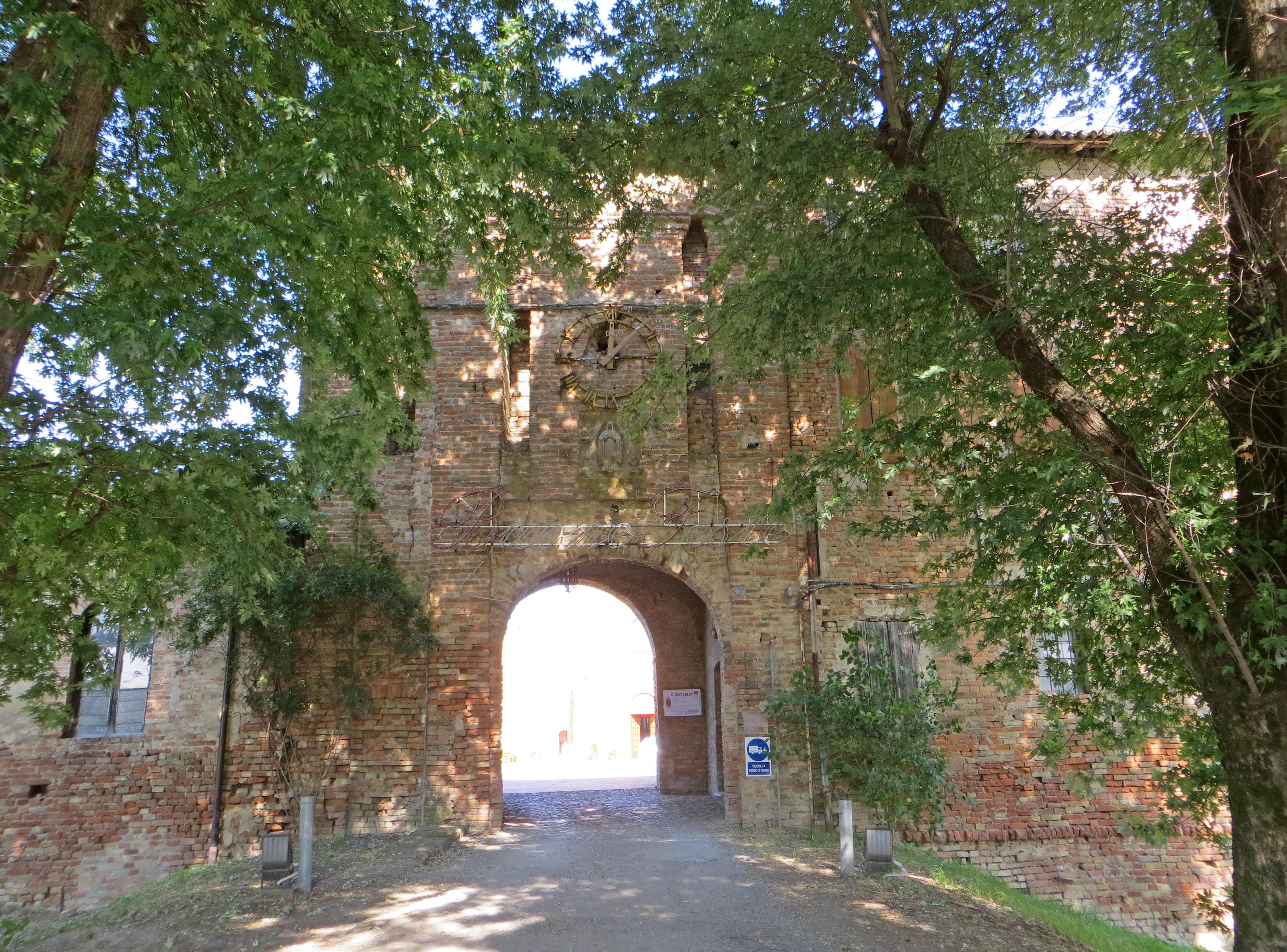
Lato esterno del rivellino d'ingresso

Al termine del breve viale d'accesso si innalza l'alta fortificazione medievale in laterizio, che ancora oggi funge da ingresso al complesso; l'edificio, oggi unito al resto del monastero, è caratterizzato dalla presenza delle tre alte fessure che un tempo ospitavano i bolzoni del ponte levatoio, che consentiva di valicare il fossato oggi non più esistente.
Al di sopra dell'ampio arco a tutto sesto del portale d'accesso è incastonato un bassorilievo in pietra raffigurante l'Assunta fra gli angeli, risalente al 1487; superiormente è collocato un grande orologio in metallo, di fattura novecentesca.
Sulla sinistra si eleva un basso edificio a un solo piano, mentre sulla destra si innalza una struttura più antica, con spigolo a scarpa, che incorpora parte dell'originaria struttura difensiva.

### Chiesa abbaziale di Santa Maria Assunta

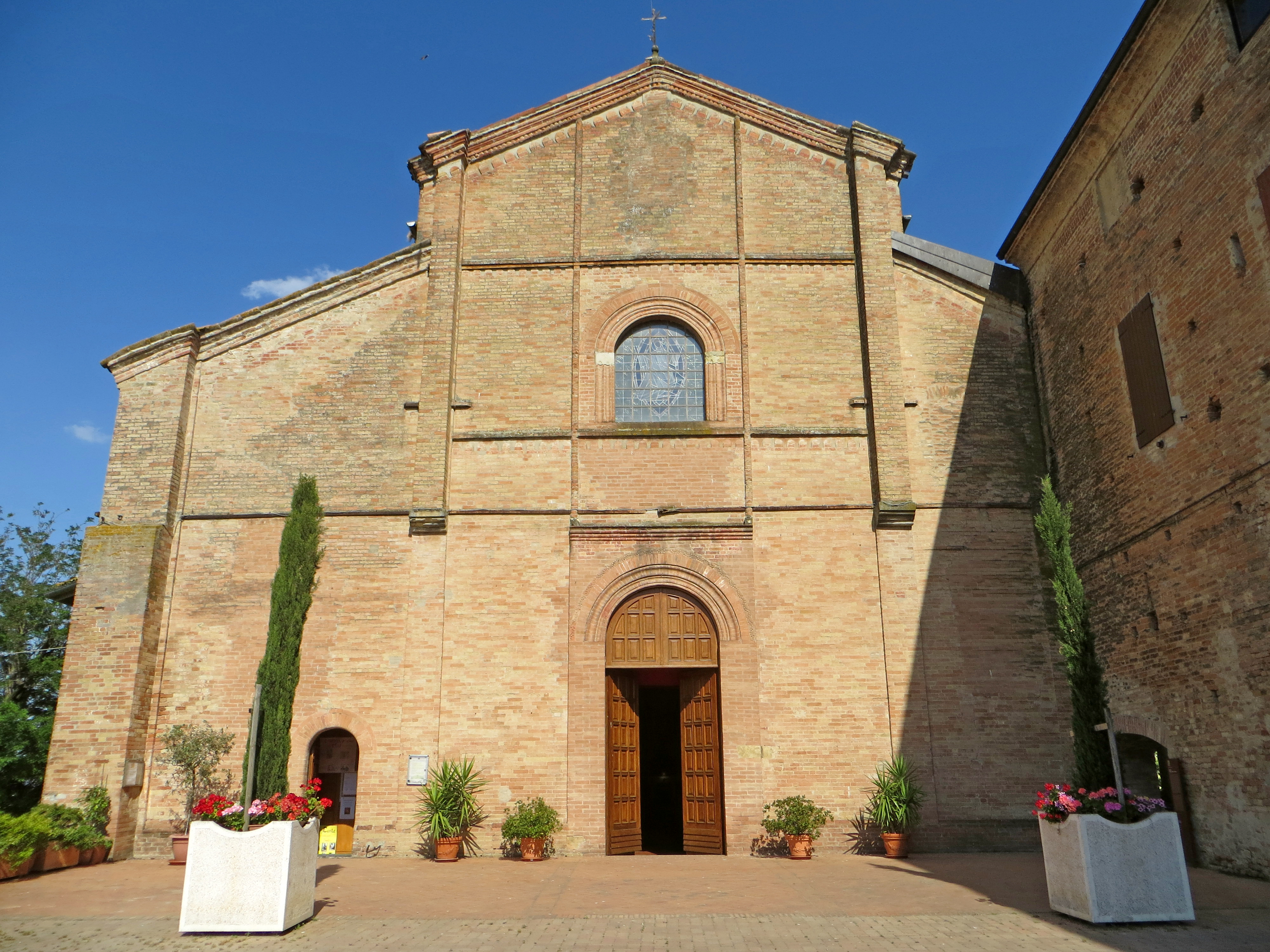
Facciata della chiesa

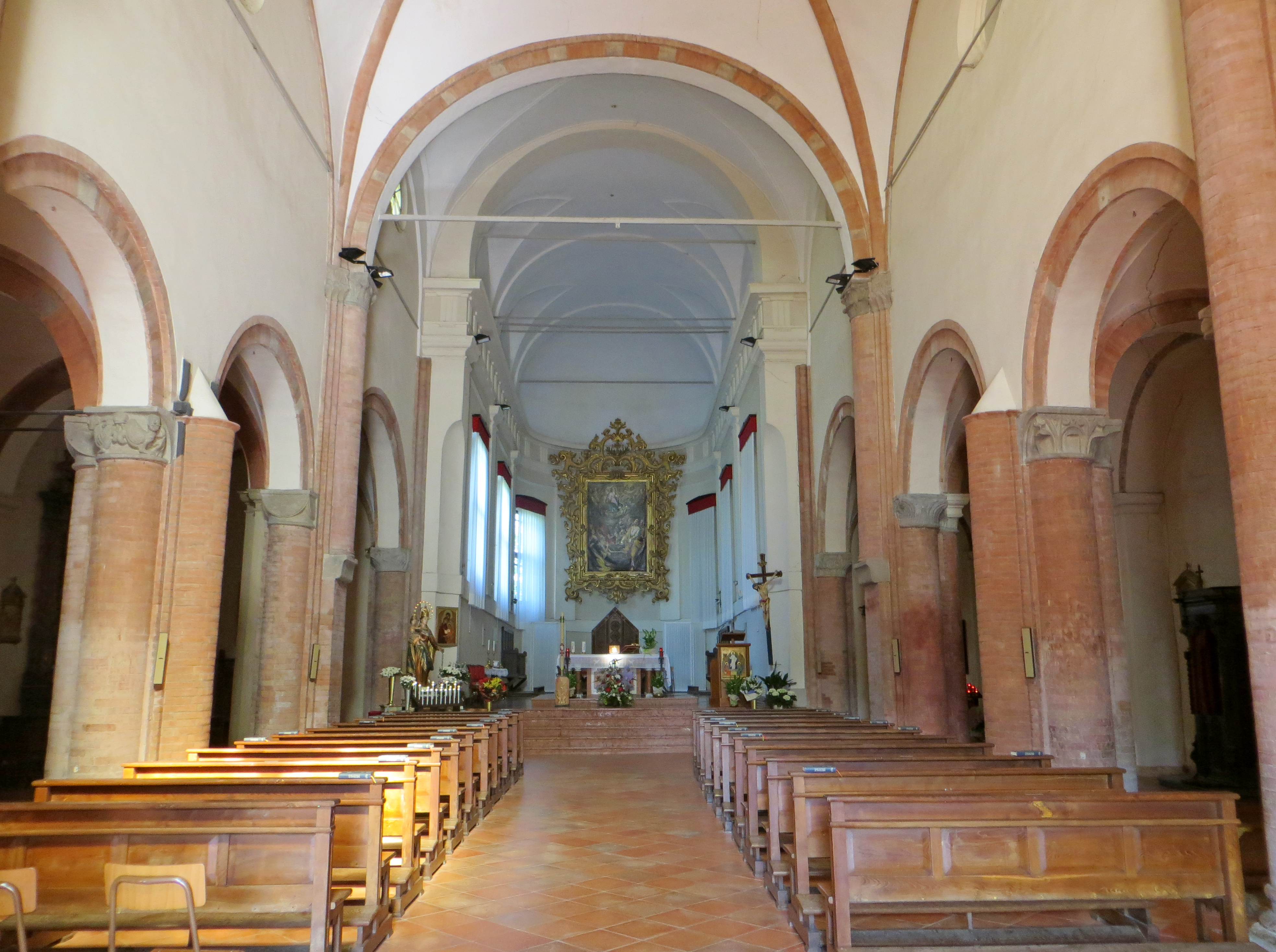
Navata

Al termine del lungo sagrato si innalza l'antica facciata a salienti della chiesa abbaziale, interamente rivestita in laterizio; al centro è collocato l'alto portale d'ingresso chiuso superiormente da un arco a tutto sesto, sopra il quale si apre un'ampia finestra anch'essa ad arco, lievemente strombata; intorno i mattoni in aggetto disegnano due profonde lesene, alcuni riquadri e vari motivi decorativi ad archetti intrecciati, presenti anche lungo la cornice di coronamento del prospetto. In sommità e ai lati si intravedono le tracce di un rosone e di due alte finestre, chiusi presumibilmente nel XVI secolo.
Gli interni a struttura basilicale presentano i tratti tipici delle strutture cistercensi, nonostante l'originaria appartenenza all'ordine benedettino; le tre asimmetriche navate, di cui la sinistra più larga della destra, sono suddivise da una serie di arcate a tutto sesto, sostenute da massicci pilastri cruciformi in laterizio, coronati da pregevoli capitelli romanici in arenaria, che rappresentano forme geometriche e figure zoomorfe; la navata centrale, molto più ampia delle laterali, è coperta da volte a crociera intonacate con costoloni in mattoni.

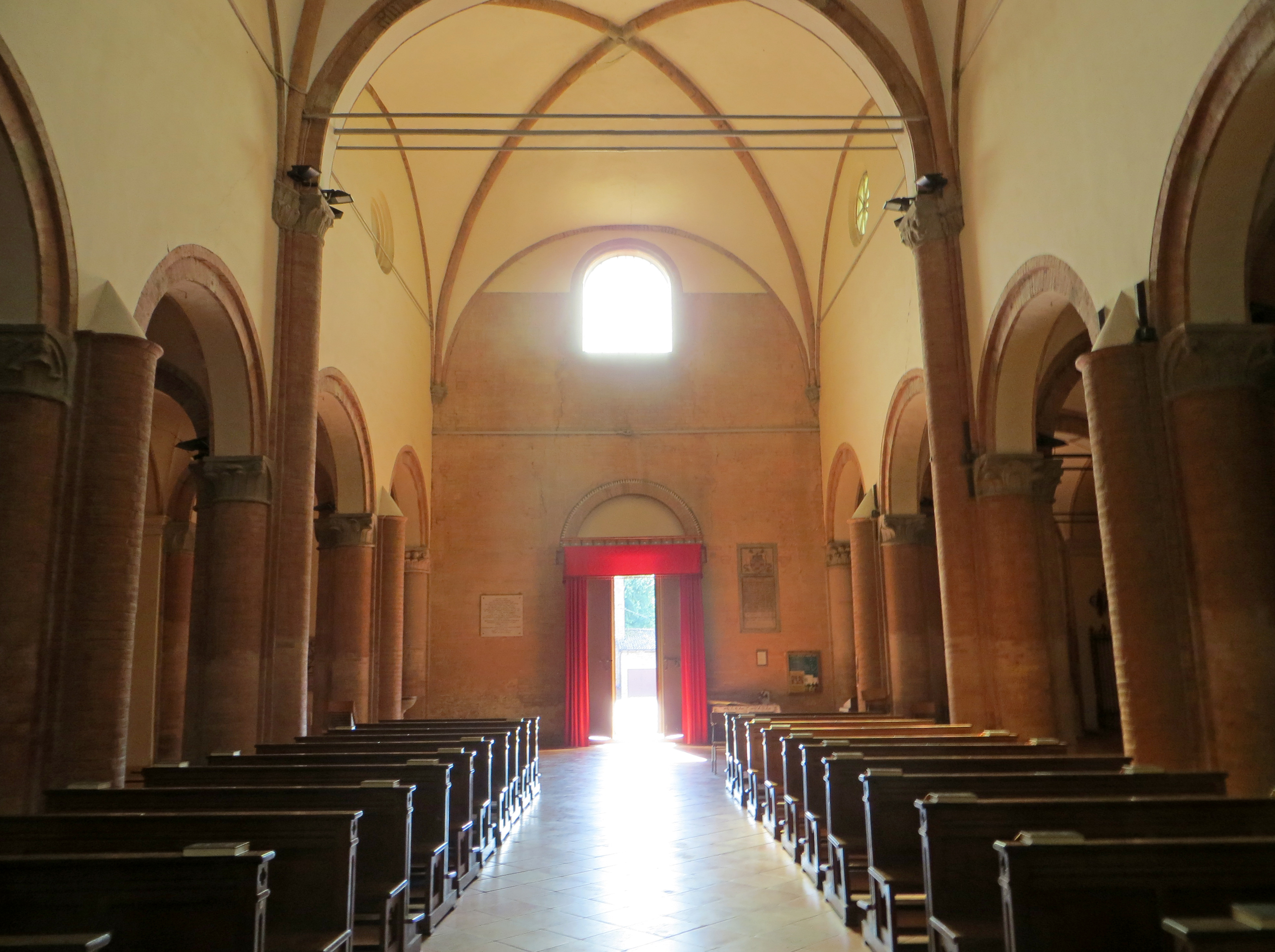
Controfacciata

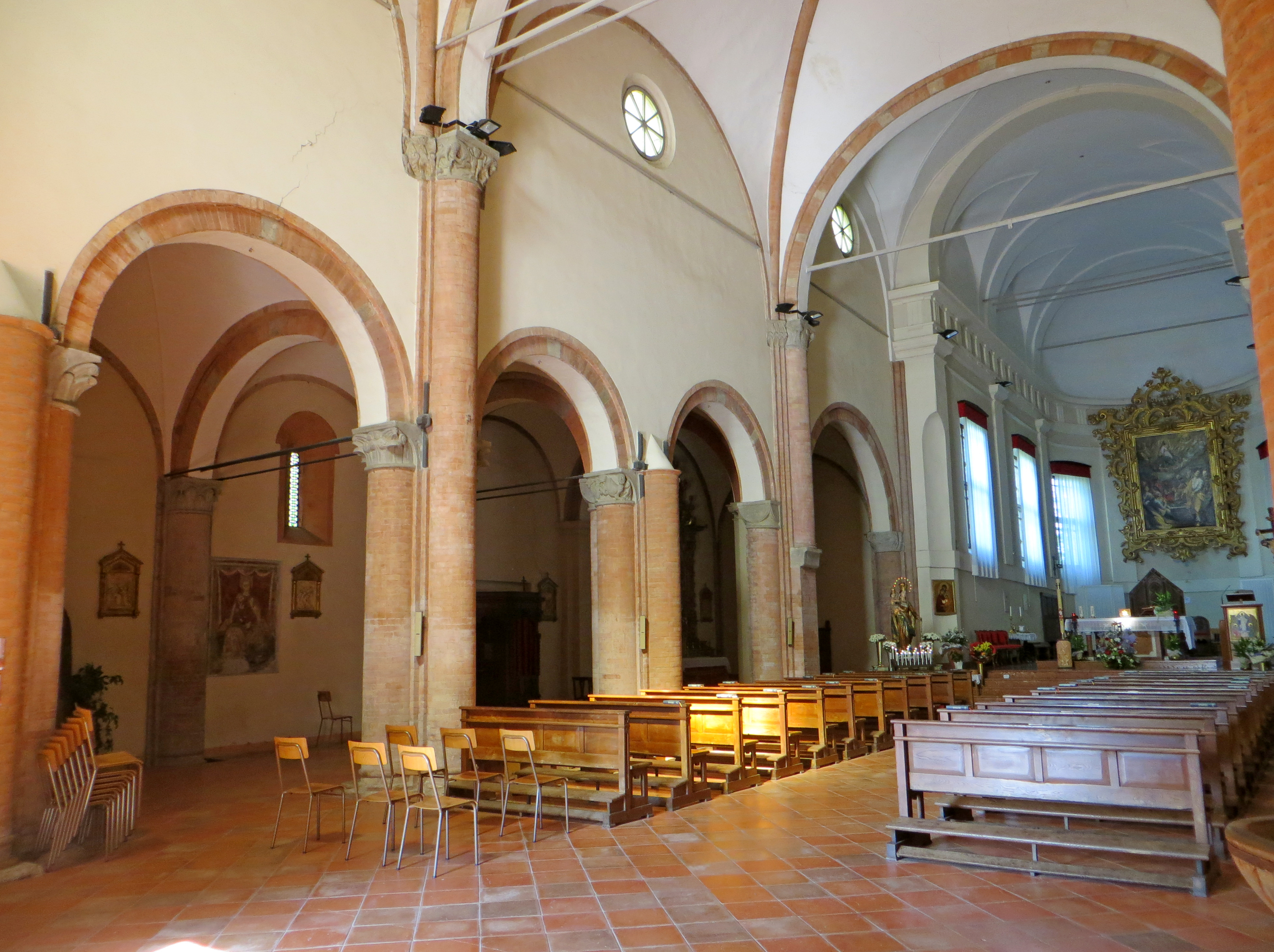
Navata centrale e sinistra

All'inizio della navata sinistra è collocato il cinquecentesco fonte battesimale, mentre più avanti è ancora presente un affresco raffigurante la Madonna in trono col Bambino, risalente al XV secolo; il dipinto rappresenta la Vergine con un insolito abito di colore bianco decorato con fiori e il Bambino Gesù con in mano un giocattolo a forma di paperetta.
La navata opposta ospita una grande tela cinquecentesca raffigurante la Crocifissione di Gesù, di autore ignoto, racchiusa da un'elaborata cornice barocca, al cui centro campeggia un grande stemma degli olivetani.
Immediatamente a sinistra dell'ingresso è posizionata l'epigrafe che ricorda la sepoltura nella chiesa del marchese Adalberto II Pallavicino, di cui tuttavia non esistono altre tracce; la tomba, che secondo alcuni documenti avrebbe contenuto anche le salme imbalsamate di tre monaci benedettini, potrebbe essere stata distrutta in occasione dello spostamento dell'altare conseguente al Concilio Vaticano II oppure dei restauri effettuati fra il 1954 e il 1958, durante i quali il pavimento fu riportato al livello originario; in tale occasione furono rinvenuti sei frammenti di mosaici pavimentali, oggi esposti sulla parete a destra dell'ingresso.

#### Mosaici pavimentali

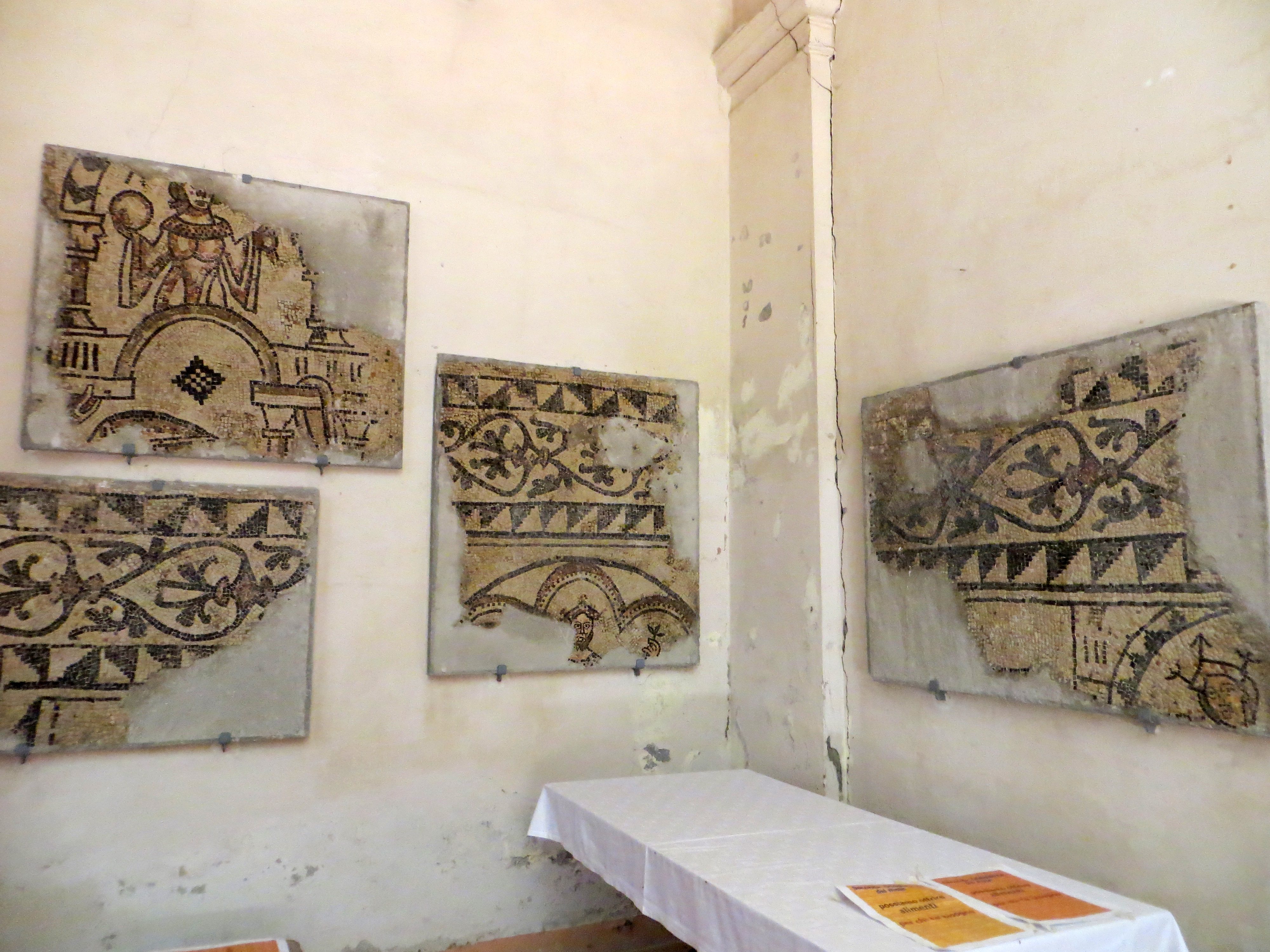
Mosaici medievali

I sei frammenti di mosaici romanici pavimentali, risalenti al XII secolo, costituiscono un'assoluta rarità, tanto da essere gli unici mai rinvenuti in tutta la provincia di Parma.
Le raffigurazioni purtroppo lacunose non consentono di determinare con certezza il tema rappresentato; secondo alcune ipotesi i motivi a racemi e le figure allegoriche potrebbero richiamare il ciclo dei mesi, ma secondo tesi opposte potrebbero invece illustrare le arti liberali; a supporto di quest'ultima teoria la figura femminile che sostiene una sfera rappresenterebbe l'Astronomia, mentre quella maschile con lo scettro raffigurerebbe il Re Davide o la Giustizia.

#### Presbiterio

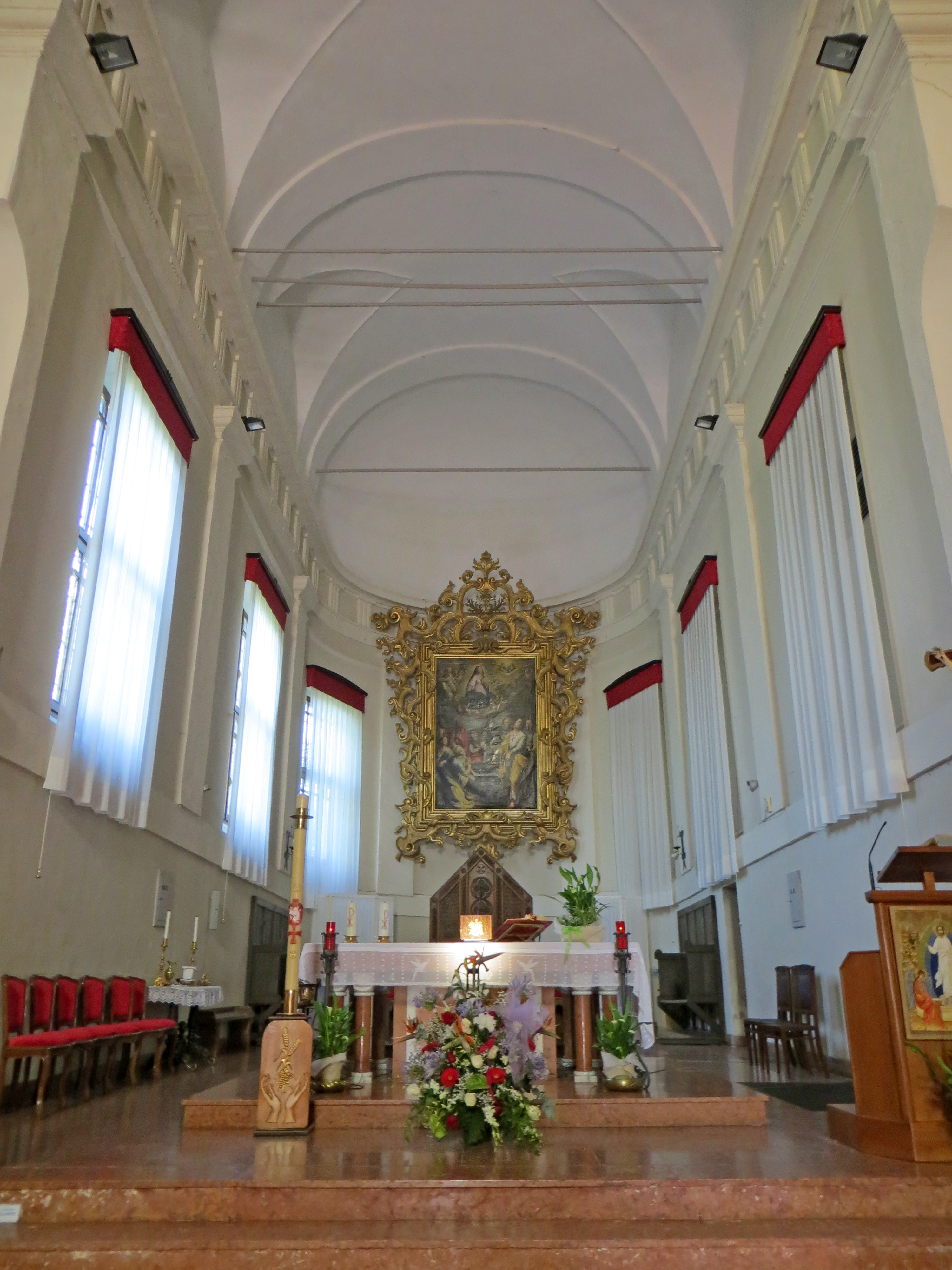
Presbiterio

Il lungo presbiterio rinascimentale sopraelevato, ricostruito alla fine del XV secolo, si differenzia dal resto della chiesa in quanto decorato con lesene e trabeazione classica con triglifi, su cui è impostata la volta a botte lunettata; ampie finestre rettangolari illuminano l'ambiente, dominato dal colore bianco degli intonaci.
Al centro è posizionato l'altare maggiore, spostato e modificato in seguito alle disposizioni del Concilio Vaticano II, con l'eliminazione dei gradini di sostegno, sotto cui secondo alcune ipotesi potrebbe essere stata collocata la tomba di Adalberto II.
In fondo nella zona absidata è appesa la grande pala raffigurante l'Assunzione in Cielo di Maria Santissima, dipinta verso la fine del XVI secolo probabilmente dal pittore Fabrizio Santafede; l'opera è inquadrata da un'elaboratissima cornice barocca in legno dorato, della stessa epoca del quadro.
Il coro ligneo seicentesco oggi non è più presente nell'edificio, in quanto alienato dopo il 1950 per finanziare i lavori di restauro della chiesa.

#### Sagrestia
La sagrestia è arredata con pregevoli arredi settecenteschi, caratterizzati dalla presenza di numerosi stemmi degli olivetani.

### Chiostro

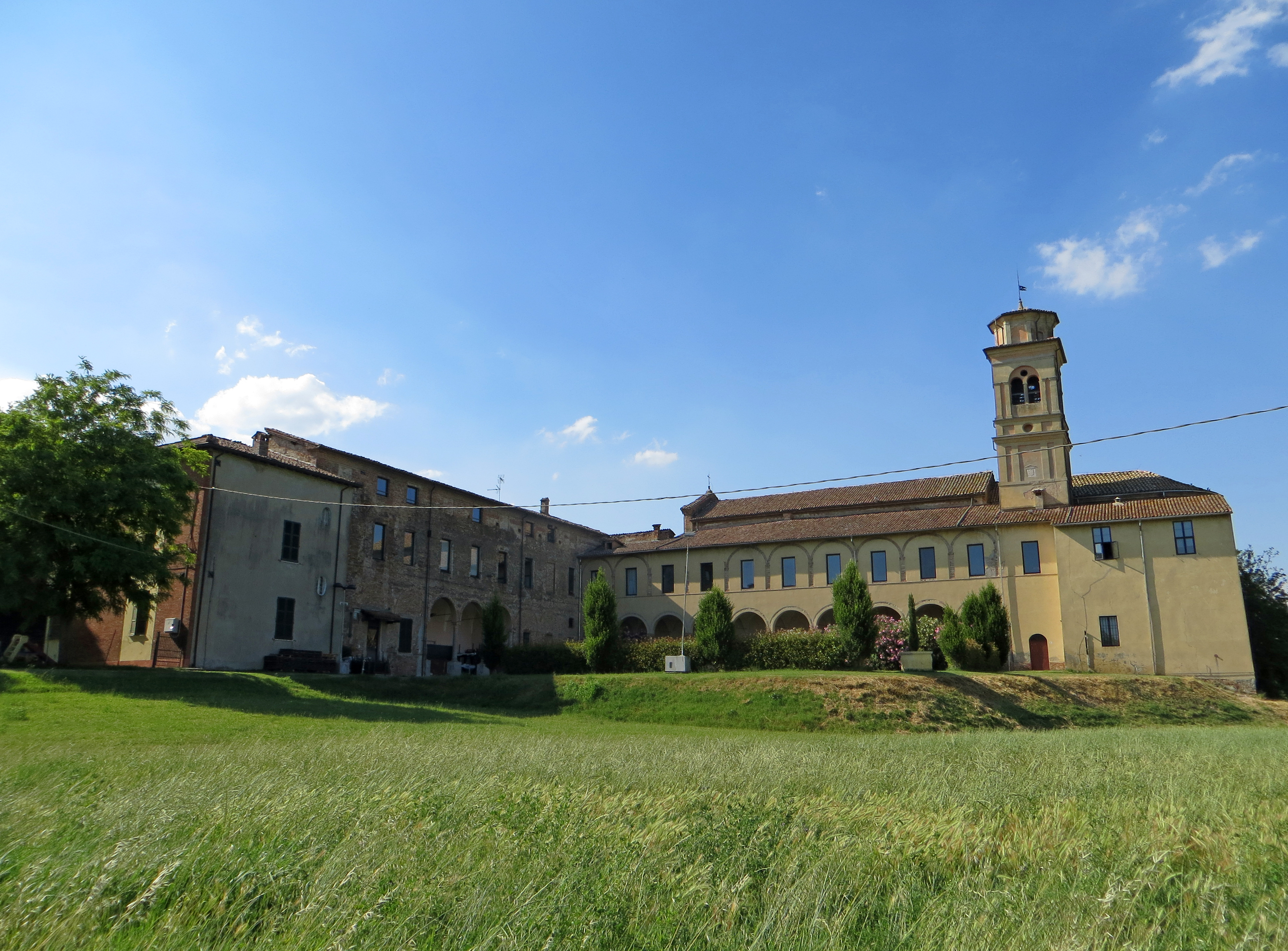
Lati nord e ovest del chiostro

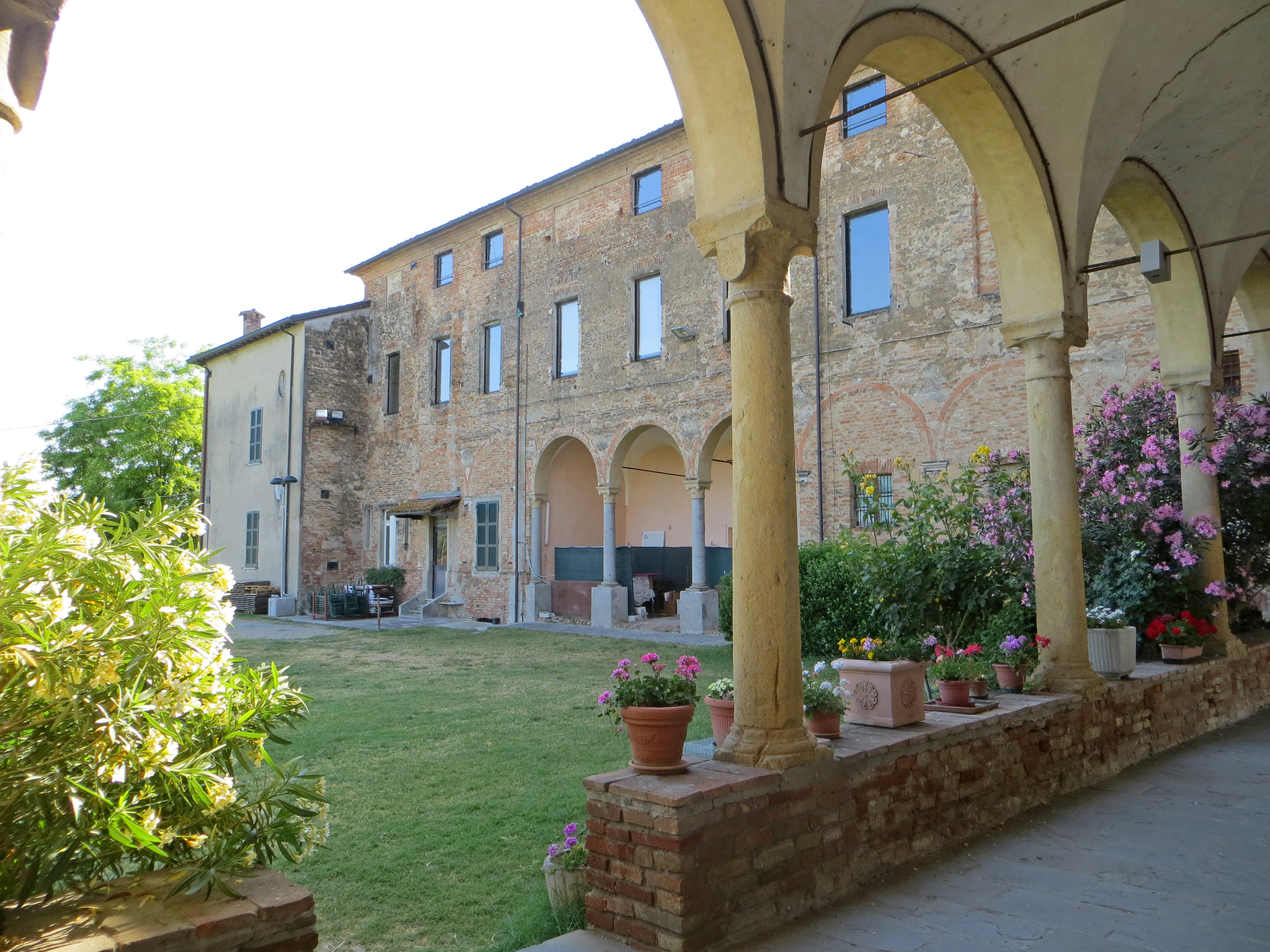
Lato ovest del chiostro

Attraversando un ampio arco collocato immediatamente alla destra della facciata della chiesa si accede al chiostro rinascimentale, di cui rimangono soltanto i lati ovest e nord.
L'ala occidentale, più deteriorata, conserva al centro solo tre arcate a tutto sesto del portico originariamente quadrilatero, a causa delle modifiche ottocentesche cui fu soggetta la struttura; anche il loggiato del primo piano fu tamponato, proseguendo la chiusura anche sul lato settentrionale, ove i più recenti restauri hanno riportato in luce le tracce dei pilastri e degli archi in laterizio nascosti dall'intonaco. L'ala nord, che si sviluppa in adiacenza alla navata destra della chiesa, conserva ancora il portico del livello terreno, caratterizzato dalle eleganti colonne in pietra con alti capitelli, decorati con foglie d'acanto e, in due casi, stemmi degli olivetani; le arcate a tutto sesto corrispondono alla serie di volte a crociera interne, prive di decorazioni.
Al termine del porticato settentrionale si innalza la torre campanaria, anch'essa edificata in stile rinascimentale alla fine del XV secolo. Il campanile intonacato è caratterizzato dalle lesene e dalle cornici decorative, ma soprattutto dalle eleganti bifore che si aprono su ogni lato della cella campanaria.